# Nävelsjöstenen
Nävelsjöstenen, med signum Sm 101, är en runsten utmed byvägen i Nöbbeleholm, Nävelsjö socken i Småland.

## Stenen
Stenen är en hög, smal pelare av granit och dess budskap är märkligt på så vis att den berättar om Gunnar, Rodes son, som lades i stenkista och fick en kristen begravning i den engelska staden Bath. Vid sin död vistades han där tillsammans med brodern Helge och hemma i Nävelsjö lät sonen Gunnkel resa ett minnesmärke. Namnen på fyra personer i tre generationer och inom samma familj står omnämnda. Ena kortsidan är jämte runbandet ornerad med ett kristet stavkors. Inskriptionen finns på två sidor och den från runor översatta texten lyder enligt nedan:

## Inskriften
Translitteration:
: kun(t)(k)el : sati : sten : þansi : eftiR : kunar : faþur : sin : sun : hruþa : halgi : lagþi : han : i : sten:þr : bruþur : sin : a : haklati : i : baþum
Normalisering till fornvästnordiska:
Gunnkell setti stein þenna eptir Gunnar, fôður sinn, son Hróða. Helgi lagði hann í steinþró, bróður sinn, á Englandi í Bôðum.
Översättning till nusvenska:
Gunnkel satte denna sten efter Gunnar, sin fader, Rodes son. Helge lade honom, sin broder, i stenkista i England i Bath.